# SESAME (sincrotron)
SESAME sau Sincrotronul pentru știință experimentală și aplicații în Orientul Mijlociu (în engleză:The Synchrotron-Light for Experimental Science and Applications in the Middle East) este un centru internațional de excelență tehnologică, concentrat pe fizica particulelor și situat la Allan, în Guvernoratul Balqa din Iordania. El a fost creat sub auspiciile UNESCO la 30 mai 2002
În scopul promovării păcii între țările din Orientul Mijlociu, Iordania a fost aleasă pentru a găzdui laboratorul, fiind singura țară care întreține relații diplomatice cu toate celelalte membre fondatoare ale laboratorului:Bahrain, Cipru, Egipt, Iran, Israel, Pakistan,  Autoritatea Națională Palestiniană și Turcia. 
Proiectul a fost lansat în anul 1999, iar ceremonia de începere a construcției a avut loc la 6 ianuarie 2003. Lucrările de construcție au început în iulie 2003 și trebuiau să se încheie în 2015. Din cauza unor dificultăți financiare și tehnice de infrastructură proiectul a fost amânat, iar laboratorul a fost, în cele din urmă, inaugurat la 16 mai 2017 sub patronajul și în prezența regelui Iordaniei, Abdallah al II-lea. La ceremonie au fost prezenți, între alții, directorul general al Ministerului israelian al științei și ambasadorul Iranului la Amman.
Proiectul a costat circa 90 milioane de dolari, din care câte 5 milioane de dolari au fost donate de Iordania, Israel, Turcia, Iran și Uniunea Europeană. Restul a fost donat de CERN din echipamentul existent. Iordania a devenit cel mai mare contribuitor la proiect, punând la dispoziție terenul și acoperind costurile de construcție și angajându-se să construiască cu 7 milioane dolari o centrală solară termodinamică, care să facă din SESAME primul accelerator de particule din lume folosind energie capabilă de a fi reînnoită. 
Costul operațional anual de 6 milioane dolari este acoperit de membrele proiectului în raport cu dimensiunile economiei.
Centrul SESAME este unica sursă de radiații sincrotrone din Orientul Mijlociu și este unul din 60 astfel de surse din lume. Din anul 2008 președintele Consiliului SESAMe este Christopher Llewellyn Smith, președintele consiliului ITER și fost director general al CERN. El a fost precedat în 2004-2008 de către Herwig Schopper, și el fost director general al CERN.

### Istoria
În anul 1997 fizicienii Herman Winick din S.U.A. și Gustav Adolf Voss din Germania au sugerat în cursul unui atelier la CERN construcția unui sincrotron
care să amelioreze cooperarea centrului european de cercetări nucleare cu oameni de știință din Orientul Mijlociu. La cererea lui Sergio Fubini, care prezida atelierul, și a lui Herwig Schopper, guvernul german a acceptat să doneze în acest scop un sincrotron vechi BESSY I, ce urma să servească drept baza sincrotronului SESAME.
Ideea proiectului SESAME a atras atenția lui Frederico Mayor, pe atunci director general al UNESCO. El a întrunit în iulie 1999 o ședință la sediul UNESCO din Paris cu diferiți reprezentanți din țările Orientului Mijlociu și ai altor state care au dorit să fie implicate. Cu acest prilej s-a alcătuit un comitet internațional interimar , sub președinția lui Herwig Schopper, în vederea traducerii proiectului SESAME în realitate. Între inițiatorii proiectului s-au numărat și fizicianul pakistanez Abdus Salam, laureat al Premiului Nobel, și fizicianul israelian Eliezer Rabinovici de la Universitatea Ebraică din Ierusalim.
Ca gazdă a proiectului a fost aleasă Iordania.
Planul original al SESAME era de a reutiliza instalația BESSY I din Germania care a fost desființată. În anul 2002 cercetătorii au hotărât să se dezvolte un nou concept. BESSY a fost descompusă și trimisă în Iordania, devenind acolo prima etapă a unui nou și puternic inel de stocaj de 2.5 GeV și circumferința de 133 m. În anul 2003 regele iordanian Abdallah al II-lea a dat instrucțiuni  pentru alocarea de către stat în folosul proiectului a unui teren de 6200 mp pe teritoriul Universității Al Balqa la Allan, la 30 km nord-vest de Amman.
La 14 iulie 2009 microtronul local a eliberat primul fascicul de electroni.
Microtronul este ultima fază a accelerației înainte de intrarea electronilor în sincrotronul propriu zis. La 22 noiembrie 2017 s-au observat aici primele radiații roentgen monocromatice.

## Cercetări
Această instalațtie permite cercetări asupra materiei, cu aplicații multpile, de la fizica materialelor la cristalografia proteinelor, trecând prin cercetări farmaceutice și arheologie, permițând analiza unor vestigii din regiuni cu un trecut istoric bogat.
În cadrul instituției au loc schimburi de experiență între savanți din țările participante.

## Diverse
În anul 2010 doi oameni de știință iranieni care participau la proiect - prof.dr. Massud Alimohammadi și dr Majid Shahriari au murit în două atentate diferite la Teheran, imputate de autoritățile Republicii Islamice Iraniene Mosadului israelian. Se crede că cei doi cercetători, și mai ales al doilea, erau suspectați că participau în paralel la programul nuclear iranian. La cartierul general de la Allan participanții la proiectul SESAME au păstrat atunci un minut de reculegere.